# Cadel Evans Great Ocean Road Race 2023
Das Cadel Evans Great Ocean Road Race 2023 war die 7. Austragung des australischen Eintagesrennens. Das Rennen fand am 29. Januar 2023 statt und war nach zweijähriger Pause wieder Teil der UCI WorldTour 2023.

## Teilnehmende Mannschaften und Fahrer
Nur elf der 18 UCI WorldTeams nahmen an dem Rennen teil. Hinzu kamen zwei UCI ProTeams und eine nationale Auswahl Australiens. Für jede Mannschaft waren sieben Fahrer startberechtigt, wobei das Team DSM nur sechs Fahrer aufstellte und Magnus Sheffield (Ineos Grenadiers), Marc Brustenga und Asbjørn Hellemose (beide Trek-Segafredo) das Rennen nicht in Angriff nahmen. Von den 94 Startern erreichten das Ziel.
Mit dem Titelverteidiger Dries Devenyns (Soudal Quick-Step) ging nur ein ehemaliger Sieger des Rennens an den Start der 7. Austragung.
Zu den Favoriten zählten in erster Linie die endschnellen Klassiker-Spezialisten wie Michael Matthews (Team Jayco AlUla), Ethan Hayter, Magnus Sheffield (beide Ineos Grenadiers), Daryl Impey (Israel-Premier Tech), Alberto Bettiol (EF Education-EasyPost), Hugo Page, Dion Smith (beide Intermarché-Circus-Wanty), Patrick Bevin (Team DSM), Alessandro Covi (UAE Team Emirates). Mit Jay Vine (UAE Team Emirates) und Simon Yates (Team Jayco AlUla) nahmen auch die ersten beiden des Gesamtklassements der Tour Down Under 2023 das Rennen in Angriff. Weitere Fahrer, die eine Entscheidung in den kurzen Anstiegen herbeiführen konnten, waren Jai Hindley, Maximilian Schachmann (beide Bora-hansgrohe), Ben O’Connor (AG2R Citroën Team), Mauro Schmid (Soudal Quick-Step), Lucas Plapp (Ineos Grenadiers), George Bennett, Marc Hirschi (beide UAE Team Emirates) und Natnael Tesfatsion (Trek-Segafredo).
Im Falle eines Massensprints zählten Caleb Ewan (UniSA-Austrlia), Jordi Meeus (Bora-hansgrohe), Gerben Thijssen (Intermarché-Circus-Wanty) und Emīls Liepiņš (Trek-Segafredo) als mögliche Siegesanwärter.
| WorldTeams (11)- AG2R Citroën Team - Arkéa-Samsic - Bora-Hansgrohe - EF Education-EasyPost - Ineos Grenadiers - Intermarché-Circus-Wanty - Soudal Quick-Step - Team Jayco AlUla - Team DSM - Trek-Segafredo - UAE Team Emirates ProTeams (2)- Israel-Premier Tech - Bolton Equities Black Spoke Pro Cycling National team with sponsor name- UniSA-Australia |
| |

## Streckenführung
Die 174 Kilometer lange Strecke hatte sich im Vergleich zu den vorangegangenen Austragungen nur geringfügig verändert. Anders als in den Vorjahren wurde die große Schleife um Geelong jedoch gegen den Uhrzeigersinn absolviert, ehe ein 17 Kilometer langer Rundkurs im Start- und Zielort viereinhalb Mal befahren wurde.
Nach dem Start an der Geelong Waterfront führte das Rennen in Richtung Westen, wo nach 6,5 Kilometern die erste Steigung von Wandana Heights (143 m) befahren wurde. Auf der Kuppe wurden Punkte im Kampf um die Bergwertung vergeben, ehe es über Moriac zum südlichsten Punkt der Strecke in Bells Beach ging. Anschließend erreichten die Fahrer die Küste und fuhren Richtung Norden nach Torquay, wo bei Kilometer 56,5 eine Sprintwertung ausgefahren wurde. In Küstennähe ging es weiter nach Barwon Heads. Hier fand nach 79,5 Kilometern der zweite Zwischensprint statt, ehe es zurück zum finalen Rundkurs von Geelong ging. Noch vor der ersten Zieldurchfahrt wurde mit der Challambra Crescent (121 m) das Herzstück des Rundkurses bei Kilometer 115 befahren.
Nach der ersten Zieldurchfahrt folgten vier Runden zu je 17 Kilometern. Die Fahrer bogen kurz nach dem Zielstrich rechts ab und gelangten über die Yarra Street und Moorabool Street zum Barwon River, der anschließend überquert wurde. Am Südufer entlang ging es nun zum Einstieg der Challambra Crescent, die im Schnitt eine Steigung von rund 7,5 % aufweist und im oberen Teil maximale Steigungsprozente von über 11 % erreichte. Am Ende der 1,3 Kilometer langen Steigung wurde beim Montpellier Park bei jeder Überfahrt eine Bergwertung abgenommen. Nach der Kuppe führten die letzten 9 Kilometer größtenteils bergab und flach zum Ziel. Über die Queens Bridge überquerten die Fahrer den Barwon River erneut und gelangten zur Melville Avenue, wo eine kurze Rampe mit Steigungsprozenten von bis zu 20 % befahren wurde. Die letzten Kilometer führten über die Minerva Road und Church Street zur Küste, wo sich der Zielstrich bei der Geelong Waterfront befand.
|                     | km    | Höhe  | Länge (km) | Ø Steigung |
| ------------------- | ----- | ----- | ---------- | ---------- |
| Wandana Heights     | 6,5   | 143 m | 1,4        | 5,9 %      |
| Torqay              | 56,5  |       |            |            |
| Barwon Heads        | 79,5  |       |            |            |
| Challambra Crescent | 115   | 121 m | 1,3        | 7,9 %      |
| Zieldurchfahrt      | 124   |       |            |            |
| Challambra Crescent | 131,5 | 121 m | 1,3        | 7,9 %      |
| Zieldurchfahrt      | 140,5 |       |            |            |
| Challambra Crescent | 148,5 | 121 m | 1,3        | 7,9 %      |
| Zieldurchfahrt      | 157   |       |            |            |
| Challambra Crescent | 165   | 121 m | 1,3        | 7,9 %      |
| Zieldurchfahrt      | 174   |       |            |            |

## Rennverlauf und Ergebnis
Kurz nach dem Start setzte sich mit Taco van der Hoorn (Intermarché-Circus-Wanty) ein Fahrer vom Hauptfeld ab. Der Niederländer fuhr bei beginnendem Regen einen Vorsprung von rund vier Minuten heraus und sicherte sich auf die ersten beiden Sprintwertungen. Er erreichte den finalen Rundkurs als erster, während das Hauptfeld den Rückstand nach und nach verkürzte. Mit Jonas Rutsch (EF Education-EasyPost) und Ewen Costiou (Arkéa-Samsic) setzten sich zwei weitere Fahrer auf der ersten Runde vom Peloton ab.
Unterdessen war der Vorsprung des führenden Taco van der Hoorn weiter geschrumpft und sowohl er als auch Jonas Rutsch und Ewen Costiou wurden nach der zweiten Auffahrt der Challambra Crescent eingeholt. Im Anstieg war das Tempo jedoch forciert worden, sodass sich eine Gruppe von rund 15 Fahrern absetzen hatte können. Die Gruppe arbeitete jedoch nicht gut zusammen und wurde kurz vor der dritten und vorletzten Auffahrt der Challambra Crescent gestellt. Im Anstieg griff Alessandro Covi (UAE Team Emirates) rund 25 Kilometer vor dem Ziel an, konnte sich jedoch nicht lösen. Nach der anschließenden Abfahrt forcierte sein Teamkollege Jay Vine das Tempo im Anstieg der Melville Avenue, wodurch das Hauptfeld erneut in zwei Teile gespaltet wurde. In der Spitzengruppe waren nun rund 30 Fahrer und die meisten Favoriten vertreten. Einzig Michael Matthews (Jayco AlUla) befand sich in der hinteren Gruppe, dessen Rückstand rund 20 Sekunden betrug. Nach der letzten Zielpassage schlossen sich die beiden Gruppen jedoch wieder zusammen und so fuhren rund 70 Fahrer in den letzten Anstieg der Challambra Crescent.
Im Anstieg hielt das UAE Team Emirates das Tempo hoch, sodass sich kein Fahrer absetzen konnte. Über die Kuppe konnte der Norweger Sven Erik Bystrøm (Intermarché-Circus-Wanty) eine kleine Lücke herausfahren, die er auf den anschließenden flachen Kilometern vergrößern konnte. Während sich die Mannschaften in der Hauptgruppe formierten, setzte sich auch der Schweizer Mauro Schmid (Soudal Quick-Step) ab und konnte rund sechs Kilometer vor dem Ziel zu dem Spitzenreiter aufschließen. Die beiden absolvierten den Anstieg der kurzen Melville Avenue gemeinsam und gingen mit einem Vorsprung von rund zehn Sekunden auf die letzten flachen Kilometer. Dahinter erhöhten die Mannschaften Jayco AlUla und AG2R Citroën das Tempo, sodass die beiden Ausreißer Sekunde um Sekunde verloren. Neben Michael Matthews war auch der Top-Sprinter Caleb Ewan (UniSA-Australia) im Hauptfeld vertreten, der nun als endschnellster Fahrer zählte. Auf dem letzten Kilometer griff Lucas Plapp (Ineos Grenadiers) aus der Hauptgruppe an und schloss die Lücke zu den beiden Führenden. Der australische Meister konnte sich jedoch nicht entscheidend absetzen und eröffnete so den Sprint im Peloton. In diesem setzte sich der erst 22-jährige Marius Mayrhofer (DSM) vor Hugo Page (Intermarché-Circus-Wanty) und Simon Clarke (Israel-Premier Tech) durch. Für den Deutschen war es der erste Sieg in der UCI WorldTour.
| Ergebnis \| Platz \| Fahrer \| Nation \| Team \| Zeit \| \| ----- \| ---------------- \| ------ \| ------------------------ \| ---------------------- \| \| 01. \| Marius Mayrhofer \| GER \| Team DSM \| 4:15:11 h (40,98 km/h) \| \| 02. \| Hugo Page \| FRA \| Intermarché-Circus-Wanty \| " \| \| 03. \| Simon Clarke \| AUS \| Israel-Premier Tech \| " \| \| 04. \| Michael Matthews \| AUS \| Team Jayco AlUla \| " \| \| 05. \| Corbin Strong \| NZL \| Israel-Premier Tech \| " \| \| 06. \| Caleb Ewan \| AUS \| UniSA-Australia \| " \| \| 07. \| Dion Smith \| NZL \| Intermarché-Circus-Wanty \| " \| \| 08. \| Marc Hirschi \| SUI \| UAE Team Emirates \| " \| \| 09. \| George Bennett \| NZL \| UAE Team Emirates \| " \| \| 10. \| Sean Quinn \| USA \| EF Education-EasyPost \| " \| |                  |        |                          |                        |
| Platz | Fahrer           | Nation | Team                     | Zeit                   |
| 01. | Marius Mayrhofer | GER    | Team DSM                 | 4:15:11 h (40,98 km/h) |
| 02. | Hugo Page        | FRA    | Intermarché-Circus-Wanty | "                      |
| 03. | Simon Clarke     | AUS    | Israel-Premier Tech      | "                      |
| 04. | Michael Matthews | AUS    | Team Jayco AlUla         | "                      |
| 05. | Corbin Strong    | NZL    | Israel-Premier Tech      | "                      |
| 06. | Caleb Ewan       | AUS    | UniSA-Australia          | "                      |
| 07. | Dion Smith       | NZL    | Intermarché-Circus-Wanty | "                      |
| 08. | Marc Hirschi     | SUI    | UAE Team Emirates        | "                      |
| 09. | George Bennett   | NZL    | UAE Team Emirates        | "                      |
| 10. | Sean Quinn       | USA    | EF Education-EasyPost    | "                      |

| Fahrer             | Nation      | Team                     | Punkte      |
| Bergwertung        | Bergwertung | Bergwertung              | Bergwertung |
| ------------------ | ----------- | ------------------------ | ----------- |
| Taco van der Hoorn | NED         | Intermarché-Circus-Wanty | 13          |
| Sprintwertung      |             |                          |             |
| Taco van der Hoorn | NED         | Intermarché-Circus-Wanty | 6           |